# Oedicladium serricuspe
Oedicladium serricuspe là một loài Rêu trong họ Myuriaceae. Loài này được (Broth.) Nog. & Z. Iwats. miêu tả khoa học đầu tiên năm 1983.